# Ada (rivière)
Pour les articles homonymes, voir Ada.
L'Ada (anglais : Ada River) est une petite rivière de la région de Canterbury dans l'Île du Sud, en Nouvelle-Zélande.

## Géographie
Elle prend sa source dans les monts Spenser et coule à l'est sur 10 km avant de rejoindre la rivière Waiau.